# Mokarta
Mokarta est un site archéologique  de l'Âge du bronze récent (XIIIe au Xe siècle av. J.-C.), situé au sud-ouest du centre de Salemi, dans le Libre consortium municipal de Trapani, en Sicile (Italie).

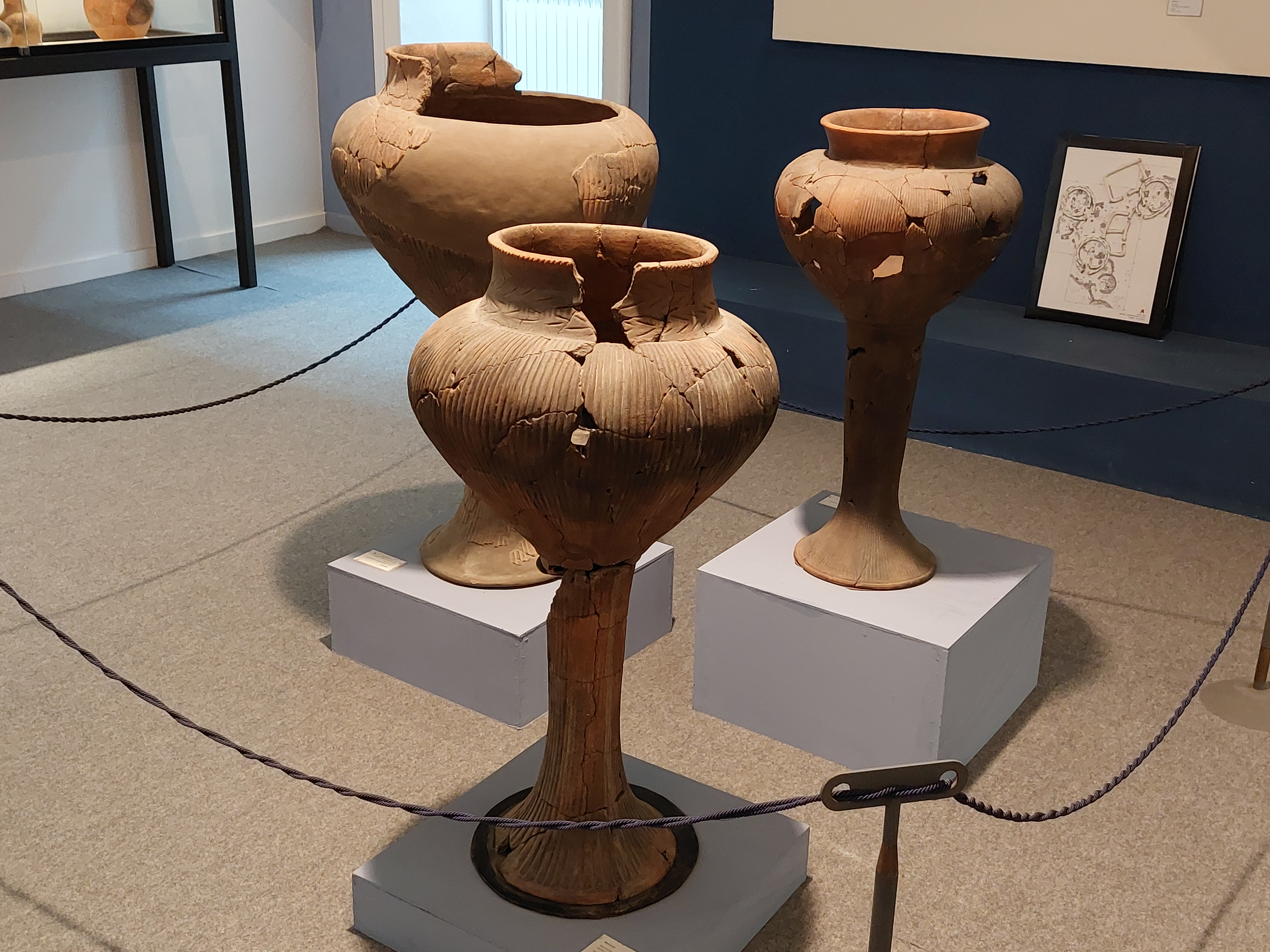
Vases sur haut pied trouvés à Mokarta

## Situation
Cet établissement préhistorique a été mis au jour au sommet de la colline de Mokarta, à proximité d'un château médiéval, dans la commune de Salemi.

## Historique
Mokarta a été fouillé à partir de 1994, essentiellement la partie occidentale, près de l'emplacement du château médiéval.

## Description
Le site est composé de grandes huttes à plan circulaire et double entrée. À l'intérieur de presque toutes les huttes ont été trouvés des vases à haut pied caractéristiques, dit « en forme de tulipe », à panse nervurée.
Sur les flancs de la colline, une vaste nécropole abrite des tombes « a grotticella », creusées dans la roche, souvent précédées d'un petit couloir d'accès (dromos).
À l'occasion probablement d'une incursion des Élymes, le village sicane a été subitement détruit et abandonné au Xe siècle av. J.-C. comme en témoigne le squelette d'une jeune femme trouvé à l'entrée d'une des huttes.
Cette zone est restée abandonnée jusqu'à la construction du château de Mokarta au Moyen Âge. 

## Conservation
Les objets découverts sont exposés au musée municipal de Salemi. 